# Hamdallaye Moussa Molo
Hamdallaye Moussa Molo (auch einfach Hamdallaye, Hamdallahi oder Amdallaye) ist ein Dorf im Süden Senegals. Es ist Teil der Landgemeinde (Communauté Rurale) Koulinto im Departement Médina Yoro Foulah der Region Kolda.

## Geographische Lage
Hamdallaye liegt ungefähr auf halbem Wege zwischen dem Casamance-Fluss im Süden und der Grenze nach Gambia im Norden. Nach Norden erstreckt sich von hier aus der Forêt de Guimara als Nationales Waldgebiet. Koulinto, der Hauptort der Landgemeinde, liegt 10 Kilometer südöstlich des Dorfes. Die nächstgelegenen Städte sind die Départementspräfektur Médina Yoro Foulah (29 Kilometer Richtung Nordnordost) und die Regionalpräfektur Kolda (23 Kilometer Richtung Südsüdwest).

## Geschichte
In den letzten Tagen des Mandinka-Reiches Kaabu lag anstelle des Dorfes Hamdallaye hier, in der Provinz Firdou, der Tata Kasuko (andere Schreibweise Kasonko) des Provinzfürsten Karabunting Sane. Nachdem die Zentralgewalt mit der Zerstörung der Hauptstadt Kansalá untergegangen war, regierte Karabunting Sane zunächst autonom weiter, bekam aber schon 1869 Ärger mit dem Aufstand des hier ansässigen islamisierten Hirtenvolks der Fula unter ihrem Anführer Alfa Molo, der in der Folge die Mandinka-Herrschaft beseitigte, Kasuko zerstörte und ihren Anführer tötete. Sodann gründete er von Ndorna aus sein eigenes, Fouladou (Fulaadu) genanntes Reich, in dem die Fula die Macht in Händen hielten und das sich auch über die Nachbarprovinzen ausbreitete. Nach seinem Tod 1881 übernahm sein Sohn Moussa Molo die Nachfolge und baute sich an der Stelle des untergegangenen Kasuko einen neuen Tata und gab ihm als frommer Muslim den islamischen Namen Hamdallaye. Von hier aus regierte er einen großen Teil der oberen Casamance, und sein Einfluss reichte auch über die Kolonialgrenzen hinaus nach Gambia und Guinea-Bissau. Wegen des zunehmenden Drucks der französischen Kolonialmacht, ein von ihr entsandter ständiger Resident beobachtete jeden seiner Schritte, flüchtete Moussa Molo 1903 von hier aus mit seiner Familie ins Exil nach Gambia und ließ seine Residenz zerstört zurück.
Das Dorf Hamdallaye ist eingeschrieben in die nationale Liste der historischen Monumente. Die Einheimischen nennen ihr Dorf zu Ehren des berühmten Herrschers Hamdallaye Moussa Molo.

## Bevölkerung
Nach dem Stand von 2011 hatte Hamdallaye 265 Einwohner, davon 57 Schulkinder. Nebenbei ergibt sich noch, dass im Dorf 350 Rinder, 200 Schafe, 300 Ziegen, 5 Esel und 2 Pferde gehalten werden.

## Verkehr
Das Dorf Hamdallaye ist nur über eine holprige Staub- und Schlaglochpiste zu erreichen, die in der Regenzeit vielfach schlammig und unwegsam wird.